# Rolf Struckmeier
Rolf Struckmeier (27 de julho de 1916) foi um comandante de U-Boot que serviu na Kriegsmarine durante a Segunda Guerra Mundial.